# كاميرون ساندرز
كاميرون ساندرز (بالإنجليزية: Cameron Sanders)‏ هو صحفي أمريكي، ولد في 30 مايو 1958.